# Кузио
Кузио (итал. Cusio) је насеље у Италији у округу Бергамо, региону Ломбардија.
Према процени из 2011. у насељу је живело 252 становника. Насеље се налази на надморској висини од 1043 м.

## Становништво
| 1936. | 1951. | 1961. | 1971. | 1981. | 1991. | 2001. | 2011. |
| ----- | ----- | ----- | ----- | ----- | ----- | ----- | ----- |
| 462   | 571   | 491   | 427   | 414   | 370   | 313   | 252   |